# Acrocomia media
Espèce
Acrocomia media est une espèce de palmiers à feuilles pennées.